# Staurastrum corniculatum
Staurastrum corniculatum  là một loài Song tinh tảo trong họ Desmidiaceae, thuộc chi Staurastrum.